# Enrico III da Egna
Enrico III da Egna (in latino Heinricus de Enn; 1215 – Verona, febbraio 1247) è stato un nobile italiano.

## Biografia
Figlio di Enrico II e di Sofia di Ezzelino II da Romano (sorella del noto Ezzelino III), nacque in un'importante casata feudale con base nell'omonima località altoatesina. Il matrimonio dei genitori aveva avuto un importantissimo significato per la famiglia da Romano, la quale poteva così allargare i propri interessi verso il principato vescovile di Trento.
Della sua giovinezza non si sa molto: alla notizia che, tra il 1222 e il 1224, rimase orfano del padre, si aggiungono alcune attestazioni nel 1231, 1235 e nel 1237. Per il resto la sua biografia si esaurisce all'esperienza di podestà di Verona, carica che mantenne dal 1240 al 1247 con un'interruzione nel 1245.
Nel giugno 1239, infatti, erano stati banditi da Verona i nemici di Federico II e di Ezzelino (che era vicario imperiale), il che aveva aperto la strada al dominio di quest'ultimo sulla città. L'anno successivo (è attestato dal 19 ottobre 1240) Enrico assunse il vertice del governo e perseguì fedelmente la politica dello zio opponendosi all'azione dei fuoriusciti.
Già il 3 novembre lo si ritrova alla testa dell'esercito nella battaglia di Trevenzuolo che vide la vittoria dei Veronesi sui Mantovani. Il 25 marzo 1242, ancora a capo delle milizie, aiutava Ezzelino nella conquista di Montagnana. Ottenne inoltre il castello di Arcole e varie località montane al confine con il Vicentino. Il fatto che le cronache spesso accostino il nome di Enrico accanto a quello dello zio indica la stretta collaborazione che esistette fra i due.
Nello stesso 1242 organizzò la magna curia militum et dominarum cuiuscumque conditionis che, come ricordò Parisio da Cerea, vide la partecipazione di innumerevoli Veronesi di tutte le classi sociali, indice della popolarità raggiunta.
Nel 1243 diresse la fortificazione di Villafranca, fondata dal Comune nel 1185 al confine con Mantova. I lavori videro, tra l'altro, lo scavo di un fossato tra il borgo e le colline moreniche sul quale, più tardi, si imposterà il Serraglio scaligero.
Altre opere vennero realizzate nella zona a sud del capoluogo, in modo da impedire i collegamenti tra Mantova e i feudi dei San Bonifacio, famiglia di parte guelfa e oppositrice degli Ezzelini. Nello stesso anno fu conquistato proprio il castello di San Bonifacio e quello di Illasi.
Nel 1244 venne attaccato Castellaro, una fortezza dei Mantovani, per spingere questi ultimi a togliere l'assedio a Ostiglia.
Se la sua attività militare è ben documentata, meno nota la sua politica amministrativa. Con lui venne meno la durata annuale del mandato podestarile, d'altra parte le altre cariche (giudici, estimatori ecc.) continuarono ad avvicendarsi con regolarità; l'apparato comunale, quindi, continuò a funzionare normalmente.
Tra il 1244 e il 1245 Enrico fu sostituito nel suo ruolo da Guiberto da Vivaro, forse perché Ezzelino aveva voluto affidargli un altro incarico politico-militare. In ogni caso, già nel gennaio 1246 risulta tornato al vertice del governo veronese.
Morì nel febbraio 1247, colpito a morte dall'oppositore Giovanni Scanarola. Quest'ultimo, ritenuto coinvolto in una congiura, era stato imprigionato e successivamente processato nel palazzo Comunale, ma durante l'udienza, benché incatenato, riuscì a colpire alla testa il podestà che morì dopo un'agonia di alcune settimane. Gli successe il fratello Ezzelino.
Venne sepolto presso la cattedrale di Verona, in un'arca tuttora esistente. Non si conosce il nome della consorte che gli diede i figli Sofia (andata in sposa a Uberto Pallavicino) e Nicola; ebbe anche una figlia naturale, Enida.